# 毛盘绿绒蒿
毛盘绿绒蒿（学名：Meconopsis discigera），为罂粟科绿绒蒿属下的一个种。

## 扩展阅读
維基物種上的相關：毛盘绿绒蒿